# Saint-Germain-la-Ville
Saint-Germain-la-Ville är en kommun i departementet Marne i regionen Grand Est (tidigare regionen Champagne-Ardenne) i nordöstra Frankrike. Kommunen ligger i kantonen Marson som tillhör arrondissementet Châlons-en-Champagne. År 2022 hade Saint-Germain-la-Ville 669 invånare.

## Befolkningsutveckling
Antalet invånare i kommunen Saint-Germain-la-Ville
| Referens: INSEE |